# Indywidualne Mistrzostwa Wielkiej Brytanii na Żużlu 2012
Indywidualne mistrzostwa Wielkiej Brytanii na żużlu – cykl turniejów żużlowych mających wyłonić najlepszych żużlowców brytyjskich w sezonie 2012. W finale zwyciężył Scott Nicholls. 

## Finał
- Wolverhampton, 7 lipca 2012

| Msc. | Zawodnik       | Klub          | Pkt     |             |  |
| ---- | -------------- | ------------- | ------- | ----------- |  |
| 1    | Scott Nicholls | Coventry      | 13 +3   | (1,3,3,3,3) |  |
| 2    | Chris Harris   | Coventry      | 12 +2+2 | (3,2,3,1,3) |  |
| 3    | Tai Woffinden  | Wolverhampton | 12 +3+1 | (2,3,2,3,2) |  |
| 4    | Edward Kennett | Coventry      | 13 +w   | (3,3,3,2,2) |  |
| 5    | Simon Stead    | Swindon       | 11 +1   | (2,2,3,2,2) |  |
| 6    | Ben Barker     | Birmingham    | 11 +0   | (3,2,2,3,1) |  |
| 7    | Craig Cook     | Belle Vue     | 10      | (1,3,2,1,3) |  |
| 8    | Adam Roynon    | Coventry      | 7       | (2,2,u,d,3) |  |
| 9    | Ricky Ashworth | Birmingham    | 7       | (2,0,1,3,1) |  |
| 10   | Stuart Robson  | Lakeside      | 7       | (3,1,1,1,1) |  |
| 11   | Leigh Lanham   | Coventry      | 6       | (1,1,1,2,1) |  |
| 12   | Josh Auty      | Birmingham    | 4       | (t,w,2,0,2) |  |
| 13   | rez. Tom Perry | Somerset      | 2       | (0,u,2,w,0) |  |
| 14   | Joe Haines     | Wolverhampton | 2       | (0,1,0,1,0) |  |
| 15   | Robert Mear    | Lakeside      | 2       | (1,1,d,–,–) |  |
| 16   | Richard Lawson | Peterborough  | 1       | (w,d,1,0,0) |  |
| 17   | Daniel King    | Birmingham    | 0       | (u,d,–,–,–) |  |

## Bieg po biegu
1. Kennett, Roynon, Mear, Lawson (w/u)
2. Robson, Woffinden, Nicholls, King (u3)
3. Barker, Stead, Cook, Haines
4. Harris, Ashworth, Lanham, Perry (Auty t)
5. Woffinden, Barker, Mear, Auty (w/su)
6. Kennett, Stead, Robson, Ashworth
7. Cook, Roynon, Lanham, King (d4)
8. Nicholls, Harris, Haines, Lawson (d)
9. Harris, Cook, Robson, Mear (d4)
10. Kennett, Woffinden, Lanham, Haines
11. Nicholls, Barker, Ashworth, Roynon (u4)
12. Stead, Auty, Lawson, Perry (u4)
13. Ashworth, Perry, Haines
14. Nicholls, Kennett, Cook, Auty
15. Woffinden, Stead, Harris, Roynon (d2)
16. Barker, Lanham, Robson, Lawson
17. Nicholls, Stead, Lanham, Perry (w/u)
18. Harris, Kennett, Barker, Perry
19. Roynon, Auty, Robson, Haines
20. Cook, Woffinden, Ashworth, Lawson
21. Baraż o dwa miejsca w finale: Woffinden, Harris, Stead, Barker
22. Finał: Nicholls, Harris, Woffinden, Kennett (w/u)